# Веллингтон (Флорида)
Веллингтон (англ. Wellington) — деревня в США в округе Палм-Бич штата Флорида. 
Находится в 106 км к северу от Майами. Входит в агломерацию Майами и является пятым по численности населения муниципалитетом округа Палм-Бич. Согласно переписи населения 2020 года, население деревни составляло 61 637 человек, что делает её самой густонаселённой деревней в штате.
Первый официальный подсчёт населения в этом районе произошёл во время переписи 1980 года, когда Веллингтон был определён как статистически обособленная местность. В то время там проживало 4622 человека. До 1990-х годов Веллингтон представлял собой разросшийся спальный район с небольшим количеством торговых центров и ресторанов.
Голосование по вопросу об инкорпорации деревни Веллингтон состоялось 7 ноября 1995 года. В результате 3851 голос был подан за, а 3713 голосов – против, что составило перевес всего в 138 голосов.
| Раса                                                     | Население 2010 | Население 2020 | % 2010 | % 2020 |
| -------------------------------------------------------- | -------------- | -------------- | ------ | ------ |
| Белые американцы (NH)                                    | 36,605         | 34,308         | 64.78% | 55.66% |
| Афроамериканцы (NH)                                      | 5,626          | 6,500          | 9.96%  | 10.55% |
| Коренные народы США или коренные аляскинцы (NH)          | 48             | 55             | 0.08%  | 0.09%  |
| Американцы азиатского происхождения (NH)                 | 2,144          | 3,195          | 3.79%  | 5.18%  |
| Американцы тихоокеанского происхождения или гавайцы (NH) | 19             | 15             | 0.03%  | 0.02%  |
| Некоторые другие расы (NH)                               | 165            | 417            | 0.29%  | 0.68%  |
| Американцы смешанных рас (NH)                            | 949            | 2,235          | 1.68%  | 3.63%  |
| Латиноамериканцы США (любой расы)                        | 10,952         | 14,912         | 19.38% | 24.19% |
| Всего                                                    | 56,508         | 61,637         |        |        |